# Perlucidus

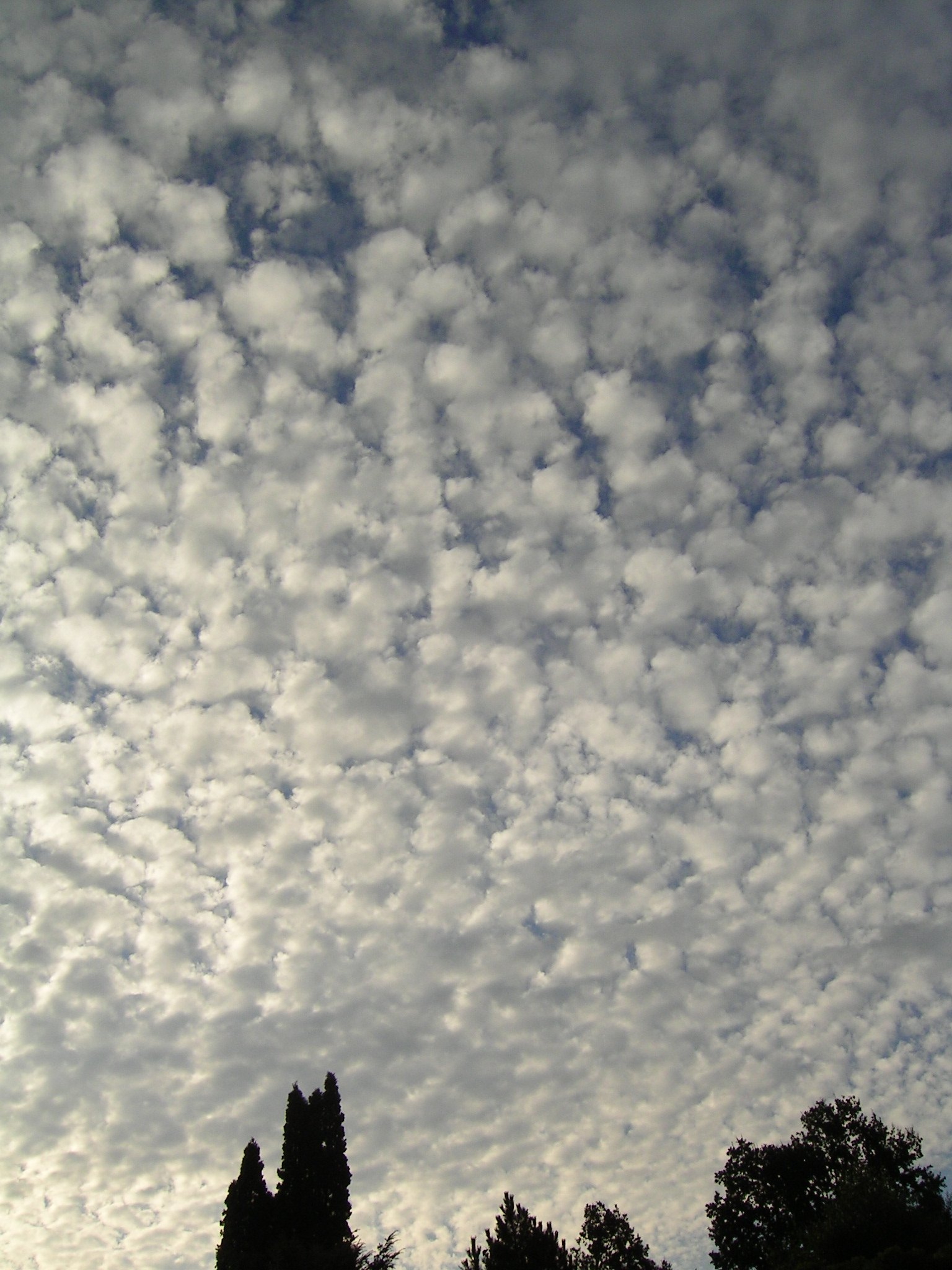
Altocumulus stratiformis perlucidus (Ac str pe)

In meteorologia, la dizione di perlucidus (pe), (dall'analoga parola in latino, con il significato di "trasparente, diafano"), è una delle varietà (caratteristica accessoria) possibili per le tipologie di nubi che si presentano in grandi banchi o in strati
e indica la situazione in cui le coltri nuvolose presentano degli interstizi chiaramente delineati, anche se a volte possono essere di dimensioni piuttosto ridotte. Attraverso questi interstizi è possibile vedere direttamente il sole, la luna o il cielo libero.
Tale fenomenologia è riscontrabile principalmente con le nubi del genere stratocumulus  (Stratocumulus perlucidus Sc pe) o altocumulus (Altocumulus perlucidus Ac pe).